# Llengües cèltiques continentals

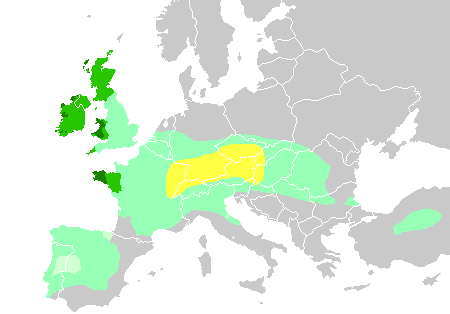
En colors clars, pobles celtes continentals

Les llengües cèltiques continentals, avui extingides, són les llengües de la branca cèltica que es van parlar en tot el continent europeu, per tal de distingir-les de les llengües cèltiques insulars de les illes de Gran Bretanya i Irlanda. Les llengües cèltiques continentals eren les pròpies dels pobles que els escriptors i filòsofs grecs i romans anomenaven Keltoi, Celtae, Galli i Galatae. Aquestes llengües es repartien en un arc que s'estenia des d'Ibèria al sud-oest, fins als Balcans i Àsia Menor a l'est.
Lingüísticament, les llengües cèltiques continentals es divideixen en el celtibèric i el gal. El gal, a més, es pot subdividir en gal transalpí, gal cisalpí, gàlata, lepòntic i nòric, i és desconeguda encara la relació entre aquests subgrups.

## Llengües documentades
Tot i que sembli que els celtes parlaven desenes de llengües diferents i dialectes per tot Europa en època preromana, només hi ha cinc llengües amb suficient documentació i testimoni escrit.
- El lepòntic (segles VIIaC - IVaC)[1] es parlava a la part meridional dels Alps. Generalment es considera un dialecte primerenc del gal, i el gàlata podria tractar-se d'un dialecte posterior. N'hi ha proves en diverses inscripcions i topònims.
- El gal o gàl·lic (segles IIIaC – IIaC?)[2] era la llengua que es parlava a la Gàl·lia. Sovint es considera una llengua dividida en dos dialectes principals: cisalpí (en territori actualment italià) i transalpí (en territori actualment francès). S'han trobat testimonis de la seva presència en un gran nombre d'inscripcions, topònims i noms tribals en alguns escrits d'autors clàssics. D'altra banda, aquesta llengua podria tractar-se del substrat del bretó.
- El gàlata era la llengua que es parlava a la zona al voltant d'Ankara, capital actual de Turquia. Els autors clàssics esmenten que aquesta llengua era molt semblant a la que es parlava a la Gàl·lia. A més, hi ha proves d'invasió i assentament en aquesta zona de tribus celtes provinents del continent europeu.
- El nòric, que és el nom donat molts cops als dialectes celtes parlats a l'Europa central i oriental, era la llengua parlada a Àustria i Eslovènia; només se n'han conservat dos fragments de textos, plens de noms propis i topònims.
- Dues llengües més que es podrien agrupar en el grup de llengües iberocèltiques: 
  - El celtibèric o iberocelta nord-oriental (segles IIIaC – IaC)[2] és el nom donat a la llengua que es parlava al nord-est d'Ibèria, entre el naixement dels rius Duero, Tajo, Xúquer i Túria, i el del riu Ebre. Està documentat en prop de dues-centes inscripcions i topònims. Cal, però, no confondre aquesta llengua amb la llengua ibèrica. D'altra banda, els pobles tartessis, al sud-oest d'Ibèria podrien haver parlat una altra llengua cèltica.[3] El tartessi està documentat en unes noranta-cinc inscripcions amb vuitanta-dos signes llegibles en la inscripció més llarga.[4] Aquestes dues llengües s'han agrupat en el grup iberocelta.[5][6]
  - El galaic (del llatí Gallaecii) o iberocelta nord-occidental és una llengua coneguda a partir del corpus llatí d'inscripcions que contenen algunes característiques lingüístiques que el fan inscriure sense dubtes en la branca cèltica, formant part del continuum cèltic lingüístic, mentre que altres trets lingüístics arcaics l'apropen al lusità.[5]
- Llengües possiblement celtes:
  - El lusità es parlava en l'àrea situada entre els rius Duero i Tajo, als territoris que actualment són Portugal i part de l'estat espanyol. Només està documentat en cinc inscripcions, juntament amb diversos topònims.[7][8][9] Si bé és una llengua clarament indoeuropea, alguns acadèmics han proposat que, atès el seu caràcter arcaic, s'hauria de considerar una forma primerenca de la branca cèltica.[10] D'altres discrepen amb la designació com a llengua primerenca o protocèltic i hi veuen certs contactes amb les llengües itàliques i europees més arcaiques.[11][12]
  - El tartessi.

## Ús de la designaciócèltic continental
La designació moderna cèltic continental s'utilitza per a contrastar amb el cèltic insular. Mentre molts acadèmics es posen d'acord que el cèltic insular és una branca diferent de la cèltica (Cowgill 1975; McCone 1991, 1992; Schrijver 1995), després de sotmetre les primeres a les innovacions lingüístiques més comunes, no hi ha proves suficients per a demostrar que aquest conjunt de llengües es puguin agrupar d'una manera tan simple. A raó d'això, la designació cèltic continental és un polifilètic i es refereix simplement a les llengües celtes no insulars. A causa del fet que se n'han preservat relativament poques proves en qualsevol de les llengües continentals, és difícil de realitzar una anàlisi de la lingüística diacrònica basada en el mètode comparatiu. Tanmateix, altres acadèmics veuen en les llengües britòniques i el gal un subgrup de les llengües celtes conegut com a cèltic-P. Totes les llengües continentals són del grup cèltic-P, excepte el celtibèric, que és cèltic-Q, i tenen una influència clara i definida en totes les llengües romàniques.